# Bayer-Hochhaus

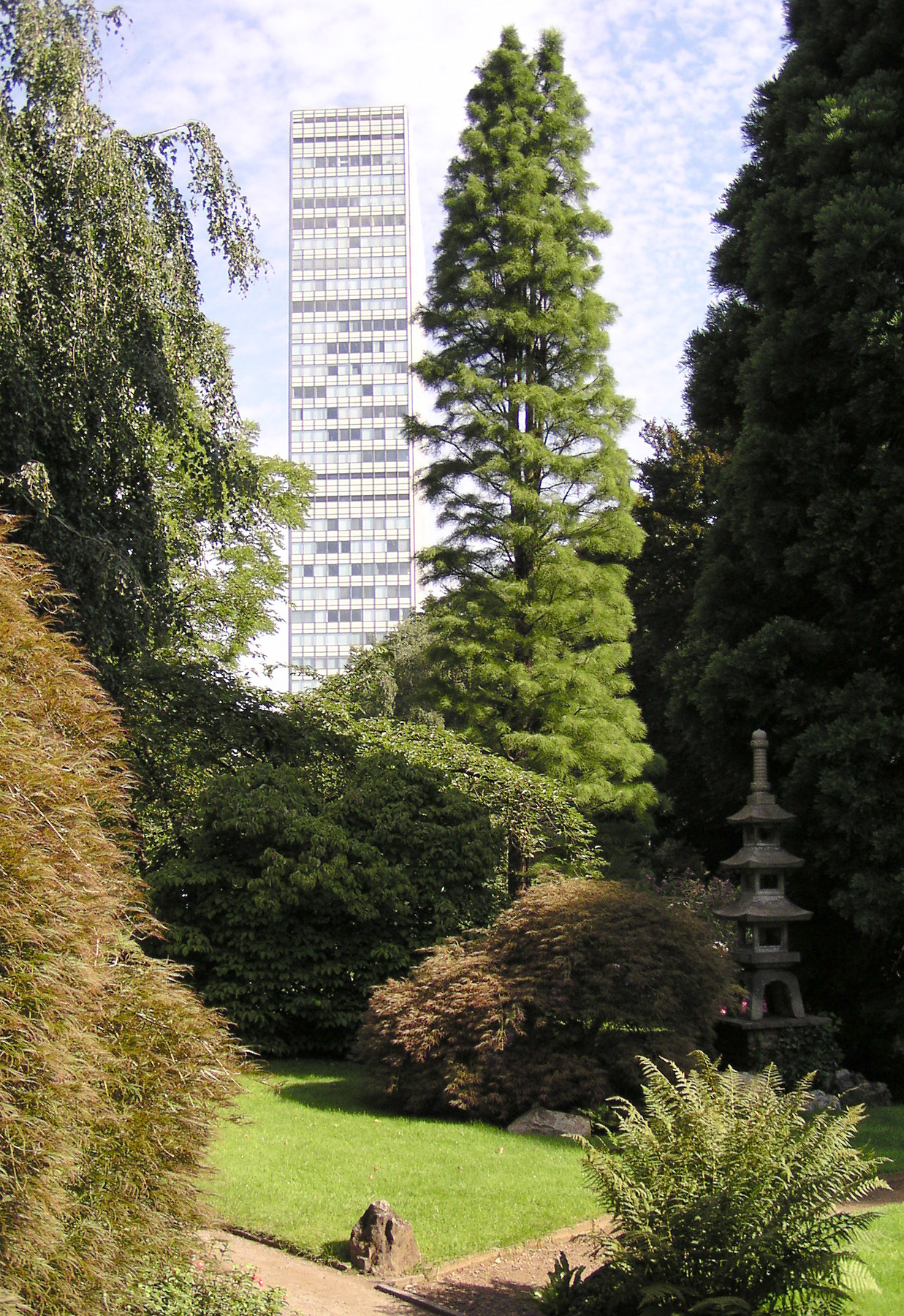
Bayer-Hochhaus

Bayer-Hochhaus var ett höghus i Leverkusen som tidigare utgjorde Bayer AG:s huvudkontor. Byggnaden revs 2012. 
Bayer-Hochhaus stod klart 1963 och var fram till 2002 Bayer AG:s huvudkontor. Det ritades av arkitektbyrån Hentrich, Petschnigg & Partner och blev ett landmärke i Leverkusen med sina 122 meter fördelade på 29 våningar. 